# Maria Canals i Cendrós
Maria Canals i Cendrós (* 12. März 1914 in Barcelona; † 28. Juli 2010 ebenda) war eine spanische klassische Pianistin und Musikpädagogin. Als Pianistin machte sie vor allen Dingen katalanische und spanische Klavierliteratur von Enrique Granados, Manuel de Falla, Joaquín Turina, Manuel Blancafort und Frederic Mompou international bekannt. Als Musikpädagogin etablierte sie die Acadèmia de Música Ars Nova und den Concurs de Piano Maria Canals, den internationalen Maria-Canals-Klavierwettbewerb. Als Klavierschülerin von Ricardo Viñes wird sie der Katalanischen Pianistenschule zugehörig gezählt.

## Leben und Wirken

### Vom musikalischen Anfang zu ersten Konzerten
Maria Canals kam bereits in frühester Kindheit mit der Musik in Kontakt. Sie nahm früh Klavierunterricht bei ihrem Vater Joaquim Canals, einem Klavierlehrer am  Städtischen Konservatorium von Barcelona. Mit elf Jahren schrieb sie sich an diesem Konservatorium ein. Dort erhielt sie weiteren Klavierunterricht von ihrem Vater, während Lluís Millet sie in Solfeggio, Musiktheorie und Komposition einführte. Später unterrichtete Lluís Millet sie auch privat, woraus eine tiefe künstlerische Beziehung von großer Tragweite entstand. Im April 1932 gab Maria Canals ihr professionelles Konzertdebüt am Städtischen Konservatorium von Barcelona.
Von 1941 bis 1943 erhielt Maria Canals über zwei Jahre hinweg Privatunterricht bei Ricardo Viñes. Da Canals in diesem Unterricht ein wesentlich tieferes Verständnis der bevorzugten französischen Klavierliteratur gewann, konnte sie sich deutlich in technischer Hinsicht und beim Ausdruck verbessern. Gleichzeitig führte Viñes sie über zahlreiche gemeinsame Privatkonzerte in das Barceloneser Musikleben ein. Nach dem Bürgerkrieg, konkret am 30. Mai 1942 gab Canals zusammen mit Viñes ein Konzert im Barcolneser Palau de la Música, wo sie daraufhin im November des gleichen Jahres alleine debütierte.

### Künstlerische Entwicklung und professionelle Kontakte
Nach dem Bürgerkrieg wuchs Canals langsam dank ihrer Fortschritte in der Musik und ihrer Klaviertechnik für Komponisten zu einer gefragten Interpretin heran. Aus diesem Prozess heraus erwuchs eine tiefe Freundschaft zu dem katalanischen Komponisten Manuel Blancafort. Dieser vermittelte ihr Bekanntschaft mit Komponisten wie Frederic Mompou und Xavier Montsalvatge sowie mit weiteren Persönlichkeiten aus Kultur und Musik.
Es war Blancafort, der den renommierten Pianisten Ricard Viñes für die weitere Klavierausbildung von Canals vorgeschlagen hatte. Canals hatte viele Werke von Blancafort uraufgeführt, darunter am 9. November 1947 das Nocturne Nr. 2 und am 3. März 1950 das Iberische Konzert. Canals hatte eine Vorliebe für die Interpretation zeitgenössischer Werke. Sie gab Uraufführungen von Werken von Xavier Montsalvatge, Frederic Mompou oder ihrem Ehemann Rossend Lates i Serrat. Als Pianistin waren ihr Uraufführungen wie generelle Aufführungen von zeitgenössischer Musik wichtig.
Maria Canals begann ihre Konzertkarriere in den 1940er-Jahren direkt nach dem spanischen Bürgerkrieg. Neben Konzerttätigkeiten in Madrid hatte sie Auftritte in Frankreich, Italien, der Schweiz und Deutschland. Vor allem hatte sie nach ihrem ersten Solokonzert am 10. November 1942 zahlreiche Auftritte im Palau de la Música von Barcelona.

### Vom Privatunterricht zur Acadèmia Ars Nova
1948 gründete der Schriftsteller, Musikkritiker und Rossend Llates zusammen mit seiner damaligen Verlobten Maria Canals die Acadèmia Ars Nova. Die Zahl der Studenten, die das Unterrichtsangebot annahmen, wuchs kontinuierlich. Bereits nach zwei Jahren musste die Akademie wegen steigender Studentenzahlen aus dem Privathaus in ein großräumiges Dachgeschoss in der Rambla de Catalunya verlegt werden, wo sie sich zu einem renommierten Schulungszentrum entwickelte.
Von Beginn an legte Canals großen Wert darauf, dass ihre Studenten Konzertvorträge an verschiedenen Orten der Stadt wie in der Sala Lluís Millet, im Palau de la Música, in der Städtischen Bibliothek oder im Institut francais gaben. Über das Spiel vor Publikum sollten sie Selbstsicherheit im Vortrag erlangen. Zusätzlich zu diesen Rezitalen bot die Akademie zahlreiche Konferenzen und Musikkurse mit Referenten von internationalem Rang an. Sie führte Preise ein, um die Interpretationsqualität der Schüler zu fördern. Diese Bemühungen brachten herausragende Schüler wie Maria Neus Miró, Maria Roma, Pere Carboné, Núria Escofet und Leonora Milà hervor.

### El Concurs Internacional Maria Canals
Im Jahr 1954 etablierte Maria Canals innerhalb der Acadèmia Ars Nova den Concurs Internacional Maria Canals. Jungen Pianisten sollte hier eine Plattform für eine erfolgreiche Konzertkarriere eröffnet werden.

## Veröffentlichungen
Maria Canals veröffentlichte die autobiografischen Werke „Una vida dins la música“ (1969, Ein Leben in der Musik) und „Quaranta anys de vida del concurs d’execució musical: alguns records“ (1998, Vierzig Jahre Musikwettbewerb. Einige Erinnerungen). Zusammen mit ihrem Mann Rossend Lates i Serrat publizierte sie 1970 das Werk „Beethoven: la vida i l’obra, visió actual“ (Beethoven: Leben und Werk. Die aktuelle Sicht).

## Ehrungen und Preise
- 1965  «Stella della Solidarità Italiana» (verliehen durch den Präsidenten der Republik Italien).
- 1979  «Diplom der Generalitat de Catalunya für Verdienste im Bereich der Kultur und Musik» (verliehen durch den katalanischen Präsidenten Josep Tarradellas).
- 1981  «Chevalier de l’Ordre des Arts des Lettres» (Ritter des Ordens der Künste, ernannt durch den Kulturminister der Republik Frankreich).
- 1990  «Creu de Sant Jordi» (Sant Jordi Kreuz für herausragende Leistungen im Bereich der Kultur, verliehen durch die Generalitat de Catalunya).
- 1990  «Medalla al Mérito en Bellas Artes» (Verdienstmedaille in den Schönen Künsten in Silber, verliehen durch den Kulturminister der Republik Spanien).
- 1994  «Medalla d’or al mèrit artístic» (Goldmedaille der Stadt Barcelona für Verdienste um die Kunst).